# Magnificent Seven (begraafplaats)

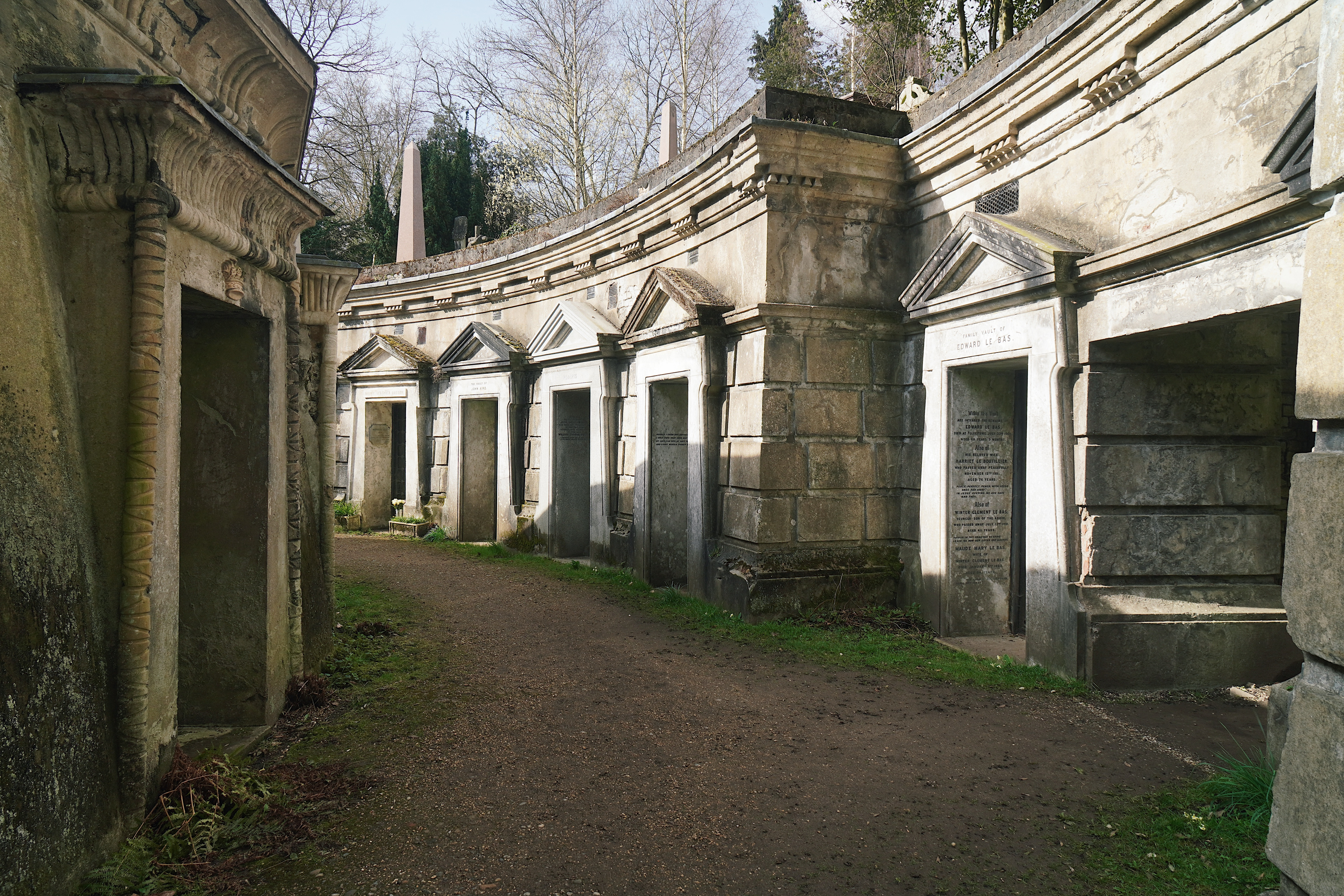
Highgate Cemetery, London

De Magnificent Seven (Prachtige Zeven) is een informele term voor zeven grote private begraafplaatsen in Londen aan te duiden.
Deze begraafplaatsen werden aangelegd in de 1e helft van de 19e eeuw omdat er op de oude kleinere kerkhoven ruimtegebrek was. De Magnificent Seven zijn hierna geëvolueerd tot historische begraafplaatsen die vermaard zijn om de hoge kwaliteit van hun funerair erfgoed.

## De zeven begraafplaatsen
- 1833: Kensal Green Cemetery
- 1837: West Norwood Cemetery
- 1839: Highgate Cemetery
- 1840: Abney Park Cemetery
- 1840: Nunhead Cemetery
- 1840: Brompton Cemetery
- 1841: Tower Hamlets Cemetery